# Llibre de Dimma
El Llibre de Dimma (Dublin, Trinity College, MS.A.IV.23) és un petit evangeliari irlandès del segle viii, procedent originalment de l'abadia de Roscrea, fundada per St. Cronan. A més dels quatre evangelis, al llibre s'hi troba també, entre els de Lluc i Joan una ordre per a la unció i comunió dels malalts. El llibre conté una sèrie d'il·lustracions, lletres inicials il·luminades, tres pàgines amb retrats d'evangelistes i una amb el símbol d'un evangelista. El llibre és un típic exemple d'art hiberno-saxó.

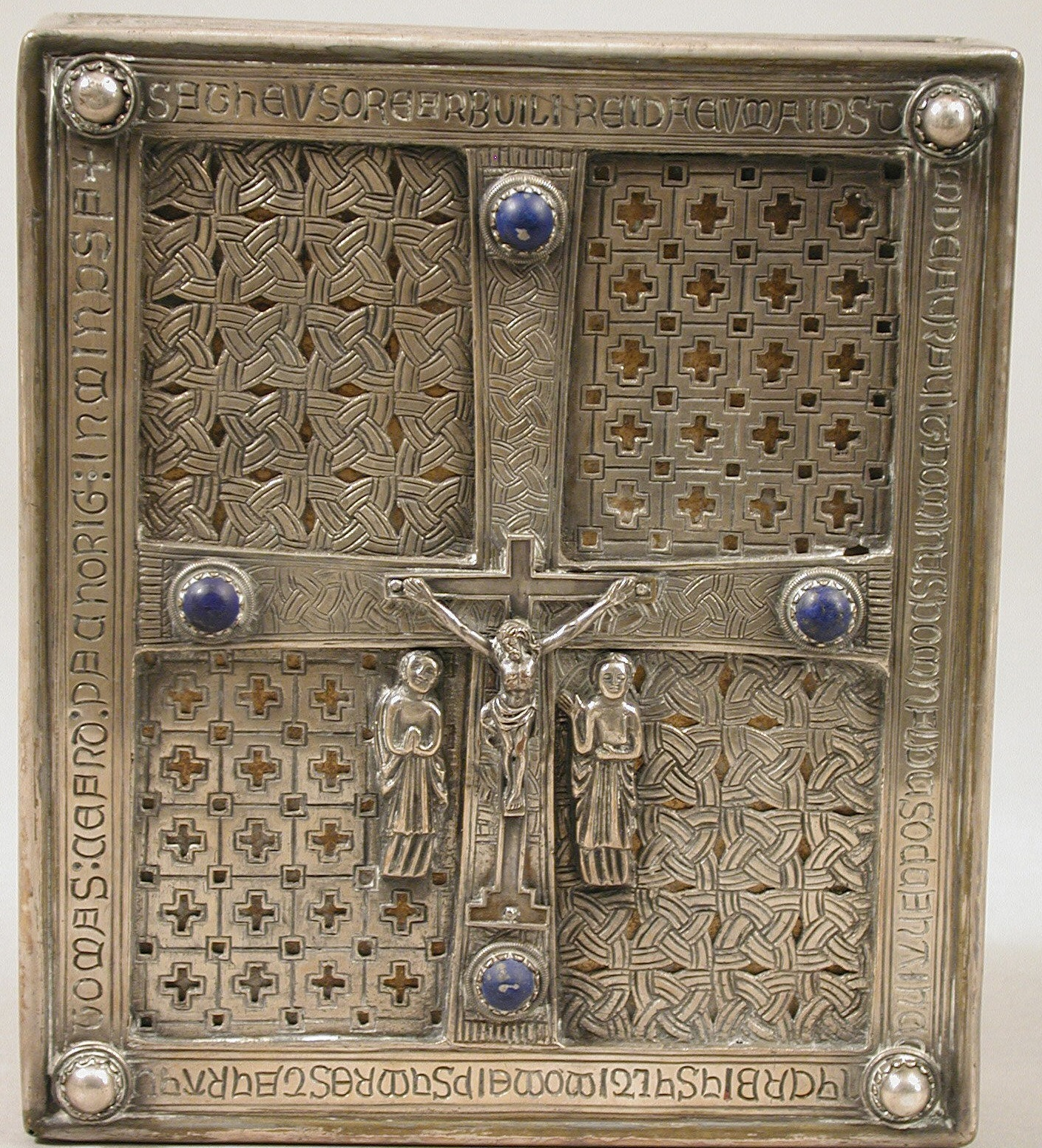
Cumdach del Llibre de Dimma, reproducció moderna del frontal

Els evangelis, tots menys el de Joan estan "escrits en la seva major part de forma ràpida i amb lletra cursiva", mentre del de Joan "n'és autor un altre escriba que va emprar una clara lletra minúscula cursiva".
Al final de cada evangeli apareix la firma de l'escriba, Dimma MacNathi. Aquest Dimma ha estat tradicionalment identificat amb el bisbe Dimma de Connor, mencionat pel papa Joan IV en una carta sobre el pelagianisme de l'any 640. Això, però, no es pot sustentar en cap prova.
Una coneguda llegenda relata que Cronan va demanar a un monjo anomenat Dimma que copiés el llibre, però que havia de fer-ho en un sol dia. Dimma va iniciar aquesta feina impossible sense parar ni per menjar. Mentre treballava el sol no es movia. Quan va acabar, pensava que li havia costat només un dia, però en realitat n'havien passat quaranta. Aquest miracle va ser atribuït a Cronan.
Al segle xii el manuscrit va ser guarit amb un ricament treballat cumdach amb decoració d'estil viking que ha arribat fins als nostres dies dipositat al Trinity.